# كلاي سيتي (إنديانا)
كلاي سيتي (بالإنجليزية: Clay City, Indiana)‏ هي بلدة أمريكية تقع في الولايات المتحدة في مقاطعة كلاي (إنديانا). يقدر عدد سكانها بـ 861 نسمة ومساحتها 1.40 كم2 وترتفع عن سطح البحر 181 متر.

## التركيبة السكانية
قام مكتب تعداد الولايات المتحدة بتحديد بيانات التركيبة السكانية لكلاي سيتي في تعداد الولايات المتحدة. في ما يلي، التركيبة السكانية حسب تعدادي 2000 و2010.

### تعداد عام 2000
بلغ عدد سكان كلاي سيتي 1,019 نسمة بحسب تعداد عام 2000، وبلغ عدد الأسر 442 أسرة وعدد العائلات 281 عائلة مقيمة في البلدة. في حين سجلت الكثافة السكانية 1,906.9 نسمة لكل ميل مربع (736.3/كم2). وبلغ عدد الوحدات السكنية 473 وحدة بمتوسط كثافة قدره 885.2 نسمة لكل ميل مربع (341.8/كم2).
وتوزع التركيب العرقي للبلدة بنسبة 98.92% من البيض و 0.98% من عرقين مختلطين أو أكثر.
بلغ عدد الأسر 442 أسرة كانت نسبة 28.7% منها لديها أطفال تحت سن الثامنة عشر تعيش معهم، وبلغت نسبة الأزواج القاطنين مع بعضهم البعض 51.1% من أصل المجموع الكلي للأسر، ونسبة 8.8% من الأسر كان لديها معيلات من الإناث دون وجود شريك، وكانت نسبة 36.2% من غير العائلات. تألفت نسبة 33.0% من أصل جميع الأسر من أفراد ونسبة 21.5% كانوا يعيش معهم شخص وحيد يبلغ من العمر 65 عاماً فما فوق. وبلغ متوسط حجم الأسرة المعيشية 2.90، أما متوسط حجم العائلات فبلغ 2.31.
بلغ العمر الوسطي للسكان 37 عاماً. وكانت نسبة 24.6% من القاطنين تحت سن الثامنة عشر، وكانت نسبة 6.9% بين الثامنة عشر والأربعة وعشرون عاماً، ونسبة 28.1% كانت واقعةً في الفئة العمرية ما بين الخامسة والعشرون حتى والأربعة وأربعون عاماً، ونسبة 20.7% كانت ما بين الخامسة والأربعون حتى الرابعة والستون، ونسبة 19.7% كانت ضمن فئة الخامسة والستون عاماً فما فوق. يوجد لكل 100 أنثى 85.9 ذكر، ويوجد لكل 100 أنثى في الثامنة عشر من عمرها فما فوق 82.9 ذكر.
بلغ متوسط دخل الأسرة في البلدة 31,316 دولار، أما متوسط دخل العائلة فبلغ 36,750 دولار. وكان متوسط دخل الذكور 31,324 دولار مقابل 19,479 دولار للإناث. وسجل دخل الفرد الخاص بالبلدة 15,281 دولار. وكانت نسبة 5.3% من العائلات ونسبة 8.9% من السكان تحت خط الفقر، وكان من هؤلاء نسبة 11.4% تحت سن الثامنة عشر ونسبة 10.2% في الخامسة والستين من العمر وما فوق.

### تعداد عام 2010
بلغ عدد سكان كلاي سيتي 861 نسمة بحسب تعداد عام 2010، وبلغ عدد الأسر 361 أسرة وعدد العائلات 241 عائلة مقيمة في البلدة. في حين سجلت الكثافة السكانية 1,594.4 نسمة لكل ميل مربع (615.6/كم2). وبلغ عدد الوحدات السكنية 436 وحدة بمتوسط كثافة قدره 807.4 لكل ميل مربع (311.7/كم2).
وتوزع التركيب العرقي للبلدة بنسبة 99.2% من البيض و 0.1% من الأمريكيين ذوي الأصول الآسيوية و 0.7% من عرقين مختلطين أو أكثر.
بلغ عدد الأسر 361 أسرة كانت نسبة 31.0% منها لديها أطفال تحت سن الثامنة عشر تعيش معهم، وبلغت نسبة الأزواج القاطنين مع بعضهم البعض 51.0% من أصل المجموع الكلي للأسر، ونسبة 13.3% من الأسر كان لديها معيلات من الإناث دون وجود شريك، بينما كانت نسبة 2.5% من الأسر لديها معيلون من الذكور دون وجود شريكة وكانت نسبة 33.2% من غير العائلات. تألفت نسبة 29.6% من أصل جميع الأسر من أفراد ونسبة 16.7% كانوا يعيش معهم شخص وحيد يبلغ من العمر 65 عاماً فما فوق. وبلغ متوسط حجم الأسرة المعيشية 2.96، أما متوسط حجم العائلات فبلغ 2.39.
بلغ العمر الوسطي للسكان 39.2 عاماً. وكانت نسبة 24.5% من القاطنين تحت سن الثامنة عشر، وكانت نسبة 8% بين الثامنة عشر والأربعة وعشرون عاماً، ونسبة 25% كانت واقعةً في الفئة العمرية ما بين الخامسة والعشرون حتى والأربعة وأربعون عاماً، ونسبة 22.9% كانت ما بين الخامسة والأربعون حتى الرابعة والستون، ونسبة 19.6% كانت ضمن فئة الخامسة والستون عاماً فما فوق. وتوزع التركيب الجنسي للسكان بنسبة 44.6% ذكور و55.4% إناث.